# Изатовски манастир
Изатовският манастир „Свети Архангел Михаил“ е бивш манастир в Западните покрайнии в днешна Сърбия, край село Изатовци. От църквата на манастира е съхранен само притворът, където се отслужват богослужения.

## Местоположение
Останките от манастир са разположени на около половин километър югоизточно от центъра на Изатовци.

## История
Според някои сведения манастирът в Изатовци е от ХVІІІ век (1703 г.), според други - от началото на 40-те години на ХІХ век. Според първата версия към 1839 година манастирът е възобновен.
През 1840 година е построен храмът на манастира и конаците му. Манастирът се развива като духовен център на Висока, в него работи килийно училище, в което учат деца от региона. Според краеведа Богдан Николов началото на килийното училище е поставено през 1830 година.
От 1871 година манастирът е под ведомството на Българската екзархия. В свое писмо от 14 януари 1878 година пиротският митрополит Евстатий определя Изатовския манастир „Свети Архангел Михаил“ като един от богатите манастири в епархията.
От 1920 година, с изключение на 1941-1944 г., Изатовският манастир е подведомствен на Сръбската православна църква. Според доклад на царибродския архиерейски наместник от януари 1942 година манастирът е без храм, защото се е срутил при сръбския режим. Земята му е малка и бедна, а гората му е опустошена.
През 1961 година манастирът е напълно разрушен, а камъните са използвани за построяване на овчарник за местната земеделска кооперация. През същата година разрушаването му предизвиква безрезултатни критики в българоезичния вестник „Братство“.

### Храмът на манастира
Манастирската църква е била еднокорабна, строена от дялан камък, с двукатен, покрит с керемиди покрив, над който се е издигал осемстенен каменен купол. Смята се, че църквата е изградена през 1840 година от майстор Никола (Кола) от с. Больев дол, след изграждането на църквата в Смиловския манастир. Според легенда, след построяването на църквата, когато всички се радвали, първомайсторът казал „Майстори, погрешимо!“, но не казал къде точно е грешката. По-късно, в края на ХІХ век църквата е полуразрушена. Пострадва допълнително
при земетресението от 1928 година.